# Boemerangnevel
De Boemerangnevel is een protoplanetaire reflectienevel in sterrenbeeld Centaurus op een afstand van 5000 lichtjaar van het zonnestelsel. De nevel is in 1979 ontdekt door G.Wegner en I.S.Glass. De naam is in 1980 aan de nevel gegeven door Keith Taylor en Mike Scarrott.
Uit metingen van CO en 13CO heeft men afgeleid dat de nevel met −272 °C (1 kelvin) de laagste temperatuur in het waarneembaar heelal heeft,
 zelfs kouder dus dan de kosmische achtergrondstraling. De lage temperatuur ontstaat volgens het principe van een koelkast: volgens de algemene gaswet wordt gas kouder als het uitzet. 
We zien stralend gas dat uitgestoten wordt door de rode reusster in het hart van de nevel, waarbij een witte dwerg gaat overblijven. Door de belichting met ultraviolette straling uit de centrale ster licht het gas op. Omdat de uitstroming veel massaler is dan gebruikelijk, moet er een vooralsnog onzichtbare kleinere tweede ster in het spel zijn die de gasstroom verder aanjaagt.